# 롭 핼퍼드
로버트 존 아서 핼퍼드(영어: Robert John Arthur Halford, 1951년 8월 25일 ~ )는 잉글랜드의 헤비 메탈 보컬리스트이다. ‘메탈 갓(metal god)’이라고 불리는 주다스 프리스트(Judas Priest)의 보컬로 널리 알려져 있으며, 그 자신을 가리켜 ‘메탈 갓’이라고 부르기도 한다. 고음 보컬의 선구적인 존재이며, 4옥타브 이상의 음역을 가지고 있다는 소문이 생길 만큼 대단한 가창력의 소유자이다.

## 생애
1972년 알 앳킨즈의 후임으로 주다스 프리스트에 합류하여, 1974년 데뷔 앨범《Rocka Rolla》부터 1990년《Painkiller》에 이르기까지 밴드의 상징적인 존재로서 활약하였다. 그 후 그의 솔로 밴드를 둘러싼 멤버들과의 갈등으로 롭 핼퍼드는 주다스 프리스트를 탈퇴하고 파이트(Fight)를 결성, 1993년에《War of Words》를 발표하여 호평을 받았다. 1997년에는 나인 인치 네일즈의 트렌트 레즈너와 인더스트리얼 밴드 투(2wo)를 결성하여《Voyeurs》를 발표하지만 팬들의 지지를 받지는 못했다. 이듬해 롭 핼퍼드는 자신이 동성애자인 것을 밝혀 화제가 되기도 하였다.
오랜 방황 끝에 다시금 정통 헤비 메탈로의 회귀를 결심한 롭 핼퍼드는 2000년 프로젝트 밴드 핼퍼드를 결성,《Resurrection》을 발표하여 팬들과 평단의 호평을 받는다. 2003년에는 롭 핼퍼드 탈퇴 후 활동의 한계를 느끼던 주다스 프리스트와 헤비 메탈로의 본격적인 복귀를 원하던 롭 핼퍼드의 기대가 서로 일치하여, 마침내 롭 핼퍼드의 주다스 프리스트로의 복귀가 성사되게 된다. 2004년 주다스 프리스트는 롭 핼퍼드의 후임으로 활동하던 팀 리퍼 오웬즈의 탈퇴 및 롭 핼퍼드의 복귀를 공식적으로 발표하고, 이후 성공적인 전 세계 투어로 다시금 대규모 흥행을 일으키게 된다.